# Wadi Hammamat

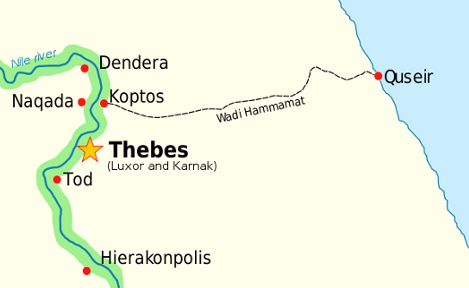
Karta över Wadi Hammamat

Wadi Hammamat är en uttorkad flodbädd i öknen Qift i östra Egypten, känd för att arkeologer där påträffat intressanta fynd.

## Inskriptioner
På platsen finns många inristningar och inskriptioner som har skapat alltifrån tiden före dynastierna ända till modern tid. Platsen beskrivs även på den äldsta bevarade geologiska kartan (Turin papyruskartan).

### Tidiga tidbåtar
Avbildningar av egyptiska tidbåtar finns här, skapade så tidigt som 4000 f.Kr.

### Färgade petroglyfer
Wadi Hammamat är det enda stället i Östra öknen där man funnit färgade petroglyfer.

### Khnemibres genealogi
I en av klipporna ristade år 496 f.Kr, samtidigt som perserna invaderade Egypten, en kunglig arkitekt in sitt familjeträd, kallad Khnemibres genealogi, en av endast tre längre återfunna genealogier som kan kopplas till Nya rikets faraoner. Listan i geologin går inte ihop med den traditionella egyptiska kronologin, varför forskare, däribland David Rohl, har ifrågasatt den och förespråkat en ny kronologi.

#### Khnemibres genealogi
| f.Kr | Person         | Kommentar                                       |
| ---- | -------------- | ----------------------------------------------- |
| 496  | Khnemibre      | = Dareios I:s 26 regeringsår (regent i Persien) |
| 516  | Ahmose-saneit  | född under Amasis regeringstid?                 |
| 536  | Ankh-Psamtek   | född under Psamtek II:s regeringstid?           |
| 556  | Wahibre-teni   | född sent under Psamtek I:s regeringstid?       |
| 576  | Nestefnut      |                                                 |
| 596  | Tjaenhebyn     |                                                 |
| 616  | Nestefnut      |                                                 |
| 636  | Tja[en]hebyn   |                                                 |
| 656  | Nestefnut      |                                                 |
| 676  | Tja[en]hebyn   |                                                 |
| 696  | Nestefnut      |                                                 |
| 716  | Tja[en]hebyn   |                                                 |
| 736  | Haremsaf       |                                                 |
| 756  | Mermer (?)     |                                                 |
| 776  | Haremsaf       | samtida med Shoshenk I                          |
| 796  | Amunherpamesha |                                                 |
| 816  | Pepy           |                                                 |
| 836  | namnet borta   |                                                 |
| 856  | May            |                                                 |
| 876  | Nefermenu      |                                                 |
| 896  | Wedjakhons     |                                                 |
| 916  | Bakenkhons     |                                                 |
| 936  | Rahotep        | samtida med Ramses II                           |